# Ремісмунд
Ремісмунд або Рімісмунд (*д/н  —469) — король свевів у Галеції в 464—469 роках.

## Біографія
За деякими відомостями був сином короля Мальдри. З огляду на це брав участь у походах останнього до Лузітанії. Після вбивства батька у 460 році втік до вестготів. Ісидор Севільський вказує на те, що Ремісмунд став королем за згоди Теодоріка II, короля вестготів. Напевне вестготський володар надав Ремісмундові війська для здобуття трону. Це сталося близько 462 року.
Втомлені постійною боротьбою між конкурентами Рехімундом і Фрумаром, частина свевської знаті підтримала Ремісмунда. У 463 або 464 році він переміг і повалив короля Рехімунда, а у 464 році розбив Фрумара. Після цього повністю об'єднав усіх свевів. Столицю переніс до Брагаси (сучасне м. Брага). Його влада обмежувалася колишньою провінцією Галеція.
Для забезпечення спокійності панування встановив мирні стосунки з Вестготським королівством. У розвиток цієї політики прийняв місіонерів-аріанців у своїй державі. Ремісмунд хрестився за аріанськими звичаями й навернув у цю конфесію усе королівство.
Ремісмунд продовжив політику попередників — здійснював постійні грабіжницькі походи до Лузітанії й Астурії. У 465 році свеви захопили Коїмбру зрадницьким чином, 466 року — місто Егітанія.
У 466 році після смерті Теодоріка II й сходження на трон Ейріха, короля вестготів, Ремісмунд почав діяти більш самостійно. У 468 році Ремісмунд знову захопив Коїмбру, зруйнувавши будинки й частину міських стін. У 469 році житель Лісабона римо-ібер Лусідій підступно здав місто свевам на чолі з Ремісмундом, внаслідок чого останнім дісталася велика здобич. Незабаром було зайнято місто Анону. У цей період під владою короля свевів опинилася північна й західна Лузітанія.
У 469 році відправив посольство на чолі з Лусідієм до Антемія, імператора Західної Римської імперії, щодо визнання своїх прав на Галецію й самостійність королівства. Такі дії викликали невдоволення Ейріха, який почав готуватися до війни з Ремісмундом. У розпал цих подій останній раптово помер. Трон обійняв Теодемунд.